# Делфтська порцеляна

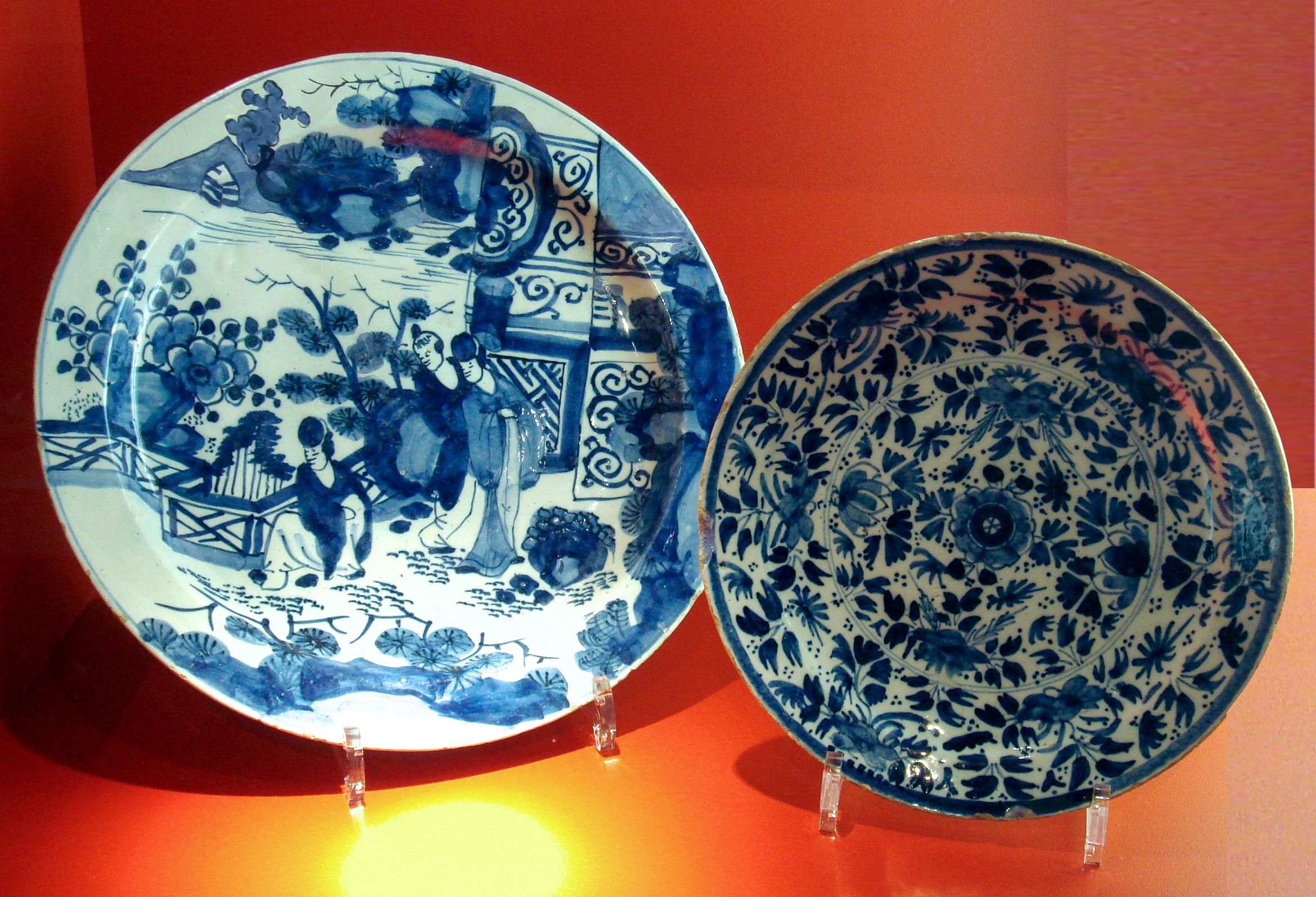
Зразки порцеляни Делфту початку 18 століття

Делфтська порцеляна — загальна назва керамічних виробів голландського міста Делфт XVII — початку XVIII століть.

## Історія виникнення виробництва

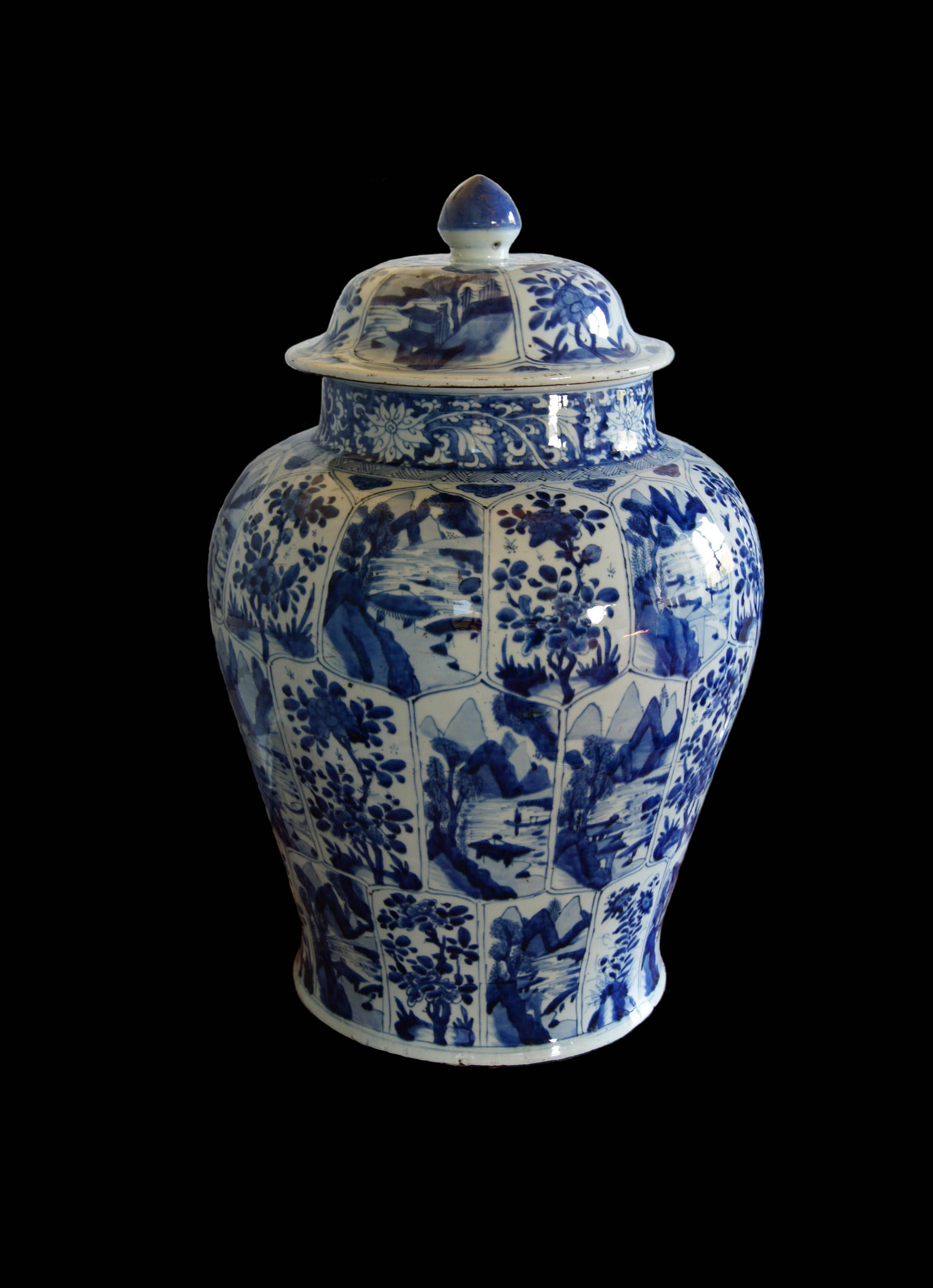
Замок Во-ле-Віконт, порцеляна Делфту

Важливе місце в економіці невеличкого Делфту займали пивоварні. Але у 1630-х роках значно погіршилася якість річкової води, яку використовували для пива. Якість пива погіршилась настільки, що від його виробництва відмовились.
В пригоді стала наближеність до центрів торгівлі і транспортування товарів морем. В місті була розташована одна з шести контор Голландської Ост-Індійської компанії. Вітрильники компанії і завезли в Делфт зразки китайської блакитно-білої порцеляни. Вони настільки сподобались, що викликало прангення створити власне виробництво подібної порцеляни. Покинуті пивоварні позаймали гончари. Керівництво міста жорстко контролювало виробництво. Тому дозвіл на отримання членства в гільдії мали лише 10 керамістів. Але виробництво розпочалося, незважаючи на нестачу глини. Її теж довелося завозити.
Найбільшу популярність мала блакитно-біла порцеляна Китаю, до того ж вона дорого коштувала. Зразки цієї порцеляни і стали головними взірцями для копіювання.

## Особливості Делфтської порцеляни

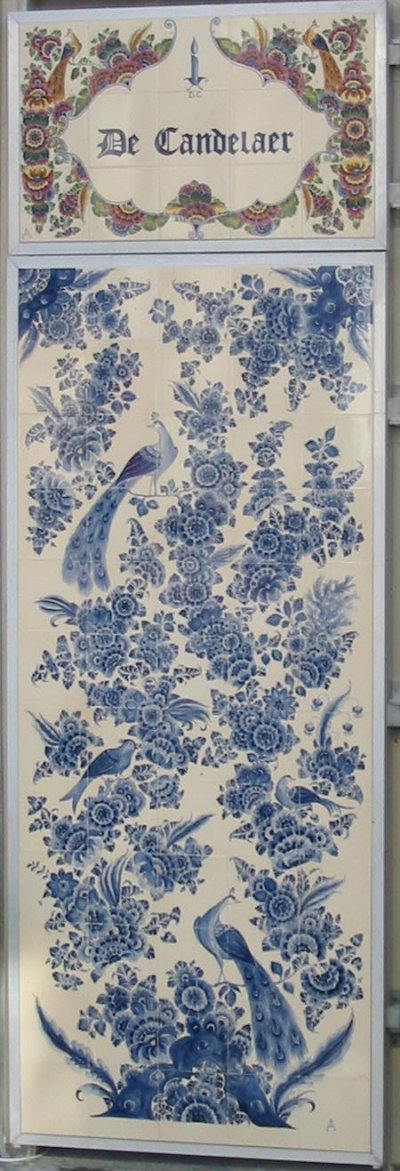
Порцелянова панель на одному з будинків Делфту

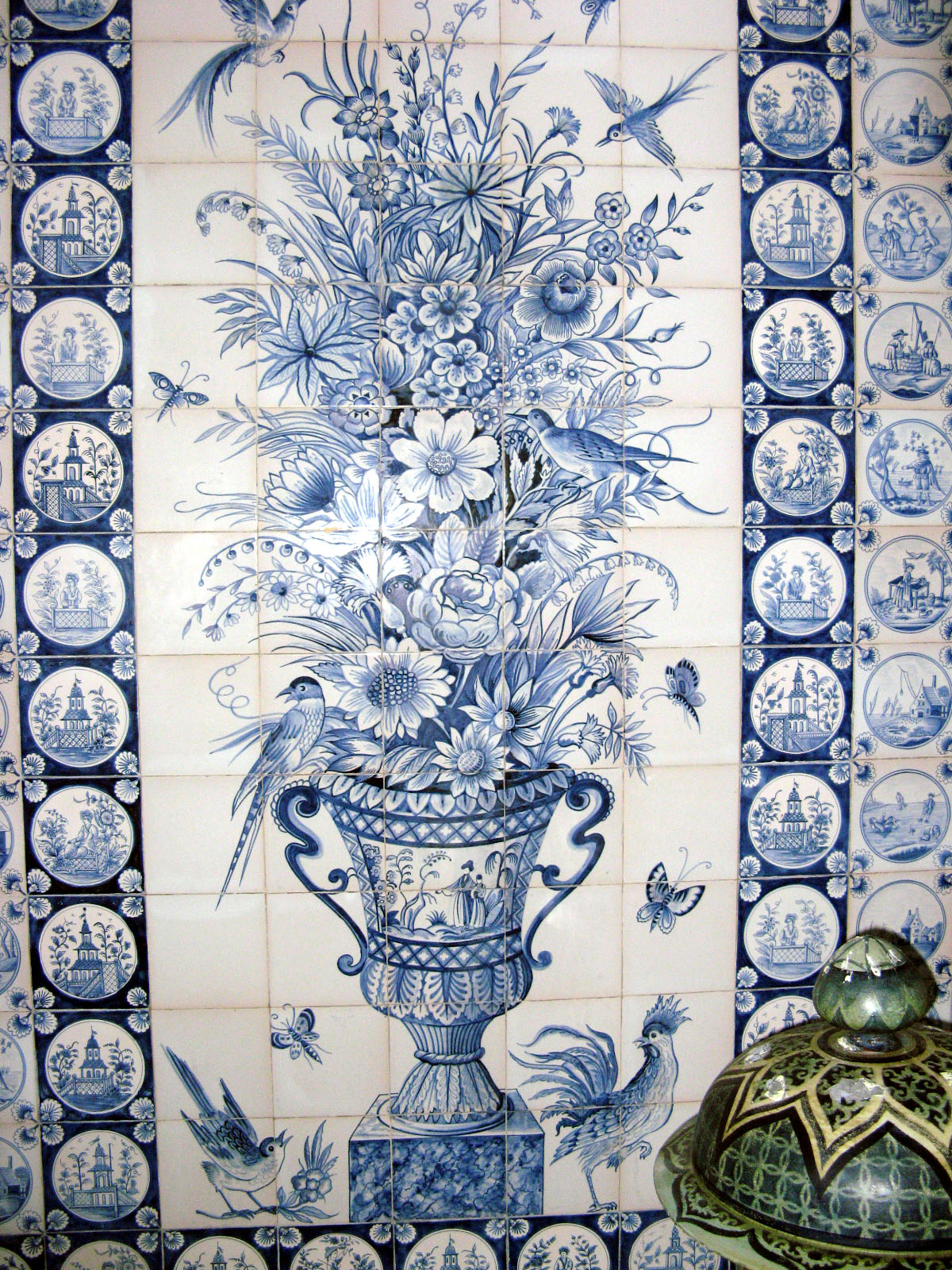
Панно з делфтських кахлів

Вироби керамістів Делфту часто імітували і форму, і розписи китайських взірців. Переважав синьо-білий декор, що став найхарактернішим для виробів з Делфту. Їх поверхню декілька разів покривали прозорою глазур'ю, а остаточне випалення робили при низьких температурах. Тому тепер їх вважають більш близькими до фаянсу, ніж до справжньої порцеляни.
На популярності порцеляни Делфту це не відбилося погано, бо та мала великий попит як в країні, так і за її межами. Адже вивіз порцеляни з Китаю був пов'язаний з багатьма перешкодами і ризиками. Керамісти Делфту виробляли побутовий і декоративний посуд, а також кахлі для кімнат і печей.

## Делфтські кахлі
Добре поціновувались і делфтські кахлі. Їх особливістю були розписи різних типів.
Найкоштовніші кахлі мали розпис, облямований колом подвійною лінією. Середину кола розмальовували пейзажами з каналами, човнами, містками, фортечними і фантастичними будівлями. Знайшли своє місце в розписах і голландські млини, і невеликі вітрильники, пастухи з вівцями, рибалки, вершники, іноді панорами голландських міст. Зустрічались кахлі, де замість кола використовували восьмикутник, а декор мав ознаки стриманого бароко.
Були і кахлі в стилістиці шинуазрі — з зображенням пагод та псевдокитайських споруд. Кутові ділянки подібних кахлів займали стилізовані квіти, голови биків чи павуків.
Невеликі обсяги виробництва кахлів і їх висока ціна обмежували їх використання в інтер'єрах. Тому кахлями декорували стики стін біля підлоги, печі та невеликі ділянки на кухні. Все це можна бачити і на картинах голландських майстрів 17 століття.
Своїх прихильників мають делфтські кахлі XVII—XVIII століть і серед колекціонерів. Збірки кахлів Делфту мають і різні музеї світу.

## Голландські кахлі в Вишнівецькому палаці
Дійшли голландські кахлі і до України у XVIII столітті. Тодішній власник Вишнівецького палацу, граф Мнішек, виписав голландські кахлі і майже 45.000 взірців використали для оздоби Бенкетної зали.

## Відомі майстри
- Альбрехт де Кейзер,
- Самуел ван Енхорн. Обидва працювали в стилістиці шинуазрі.

- Фредерік ван Фрітйом — відомий сюжетними кахлями з пейзажами, а також посудом.
- Адріан Кок був найбільш уславленим. Саме він отримав замову на вази для палацу Гемптон Корт в Лондоні, що зробила королева Марія Англійська.

## Пейзажні і сюжетні голландські кахлі

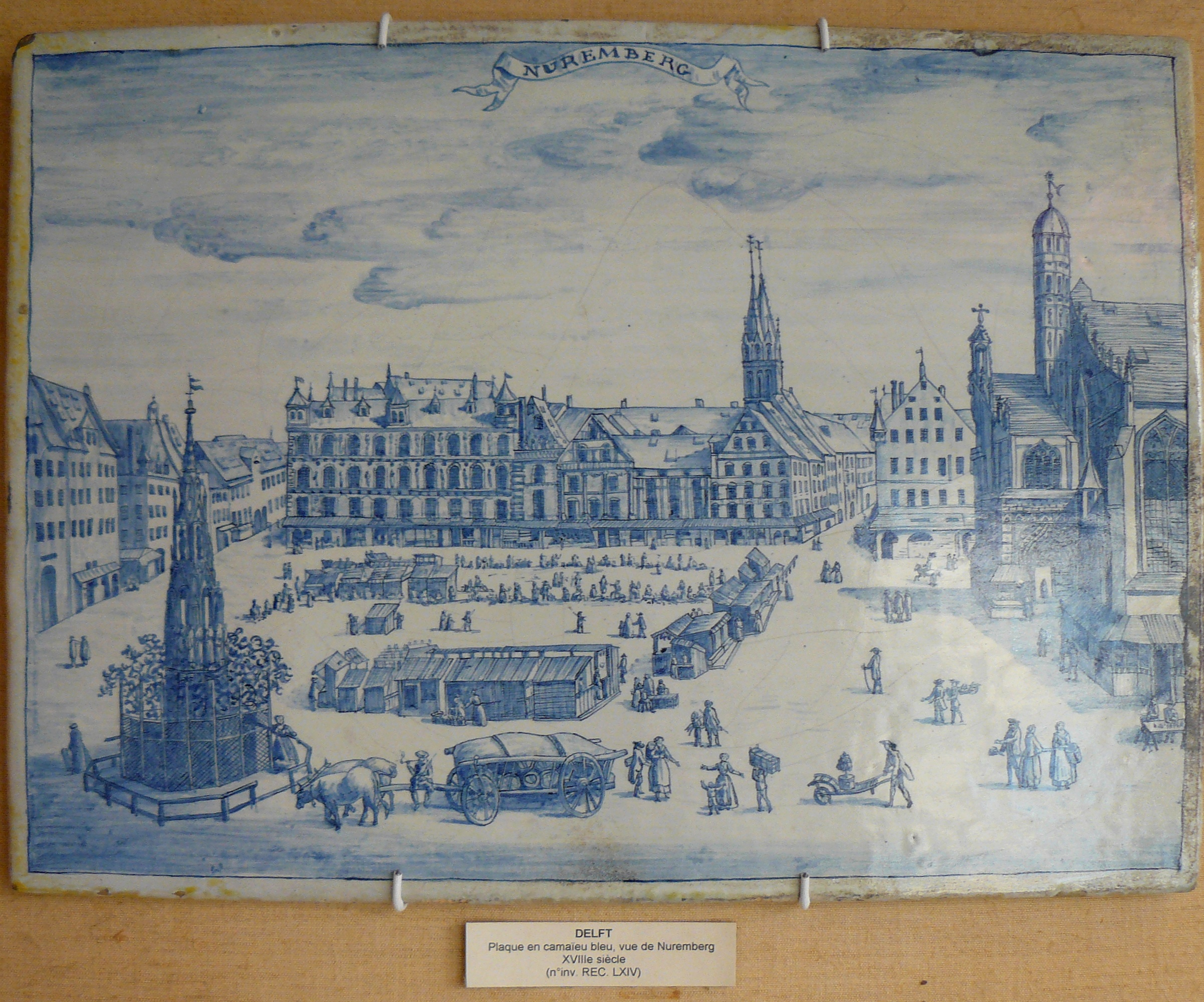
Торгова площа Нюрнберга. Делфтська кахля
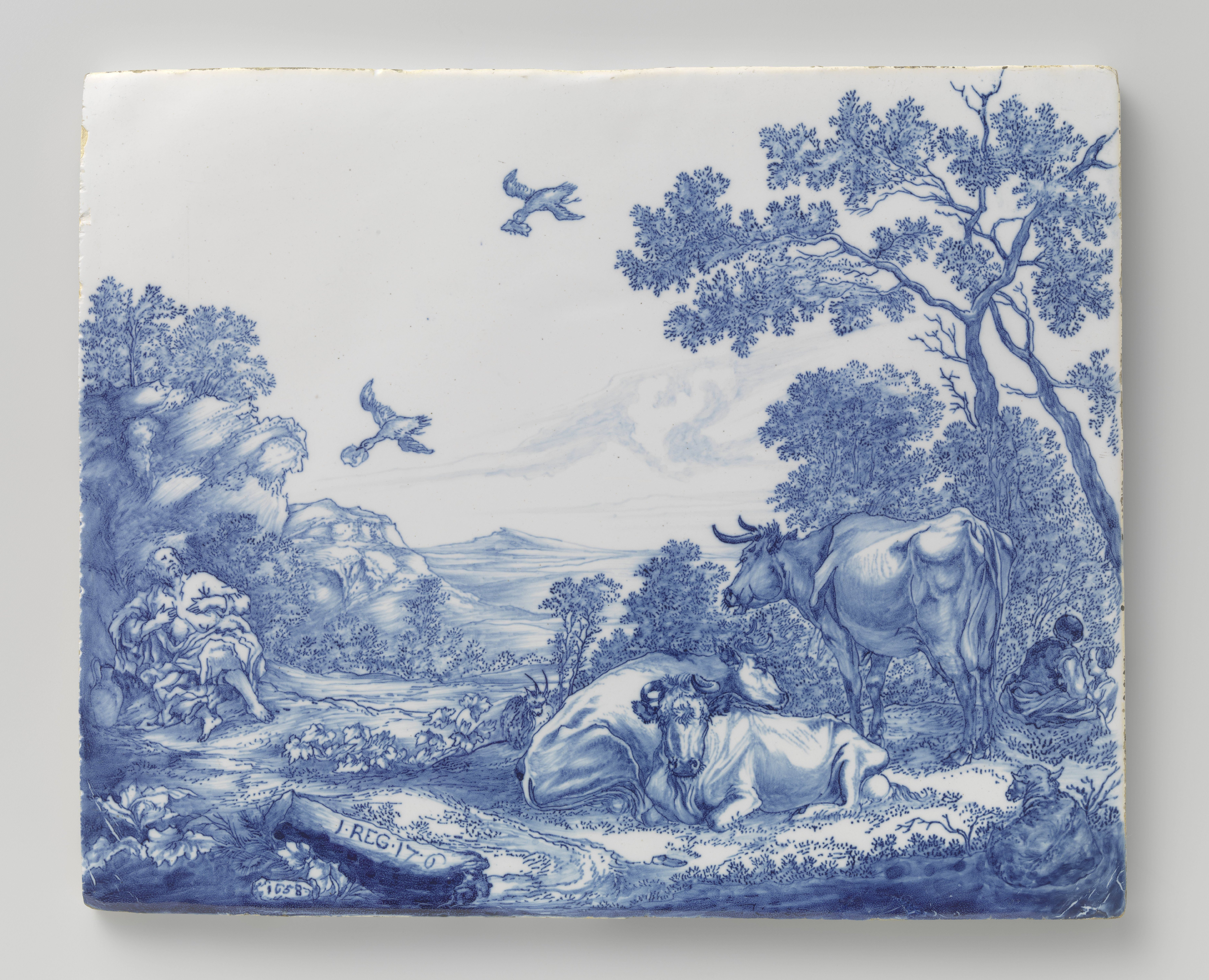
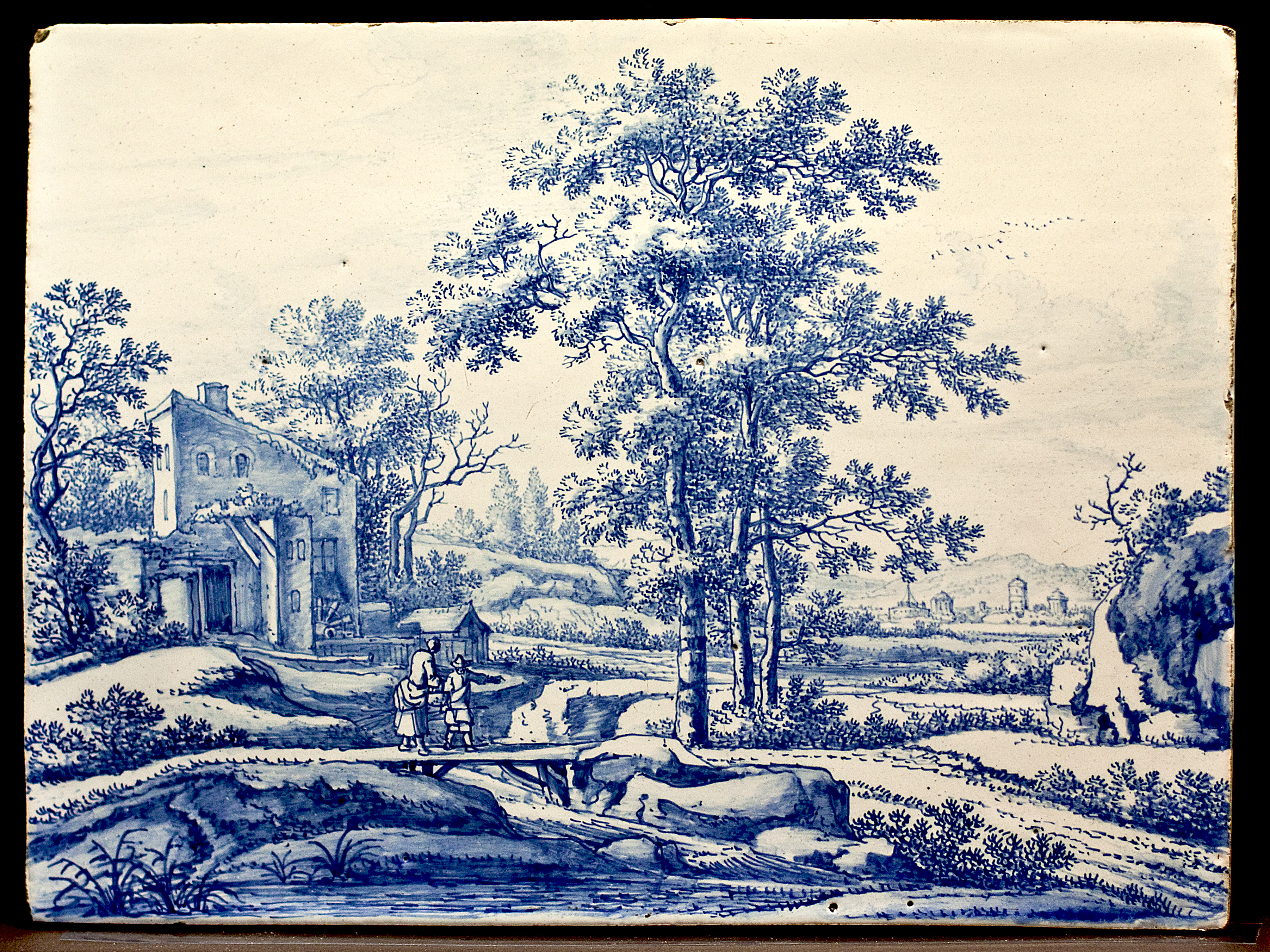